# Екберт II фон Формбах
Екберт II фон Формбах (на немски: Ekbert II von Formbach; † 24 ноември 1144) е 1113 г. граф на Формбах и Питен (1120 и 1142). и граф на Нойбург на Ин при Пасау в Долна Бавария.

## Произход и наследство
Той е син на граф Екберт I фон Формбах († 1109), граф на Формбах (1070), граф в Кюнциггау (1067), 1094 г. основател на манастир Форнбах на Ин, и съпругата му Матилда фон Ламбах († 1090/1106), дъщеря на Готфрид († 1050), граф на Питен, ко-маркграф на Щирия, и внучка на Арнолд II фон Велс-Ламбах.
Графството Нойбург се създава от Формбахите. Резиденцията се мести от Форнбах на няколко километра по реката, където през 1050 г. се построява крепостта Нойбург. Скоро след това една линия от фамилията Формбах започва да се нарича на тази крепост. По това време богатството на графството се дължи на доходите от мита на корабоплаватената търговия на Ин.
Фамилията измира през през 1158 г. със синът му Екберт III фон Нойбург. Земите са наследени от графовете на Андекс и Траунгауерските Отакари.

## Фамилия
Екберт II се жени пр. 1120 г. за Вилибирга от Щирия († 18 януари 1145), дъщеря на маркграф Отокар II от Щирия († 1122) и втората му съпруга Елизабет Австрийска († 1107/11) от род Бабенберги, дъщеря на маркграф Леополд II от Австрия и Ида Австрийска. Те имат децата:
- Екберт III фон Нойбург († 5 август 1158), 1148 г. граф на Питен, 1151 г. граф на граф на Нойбург, убит в битка при манастир Чиаравале против Милано
- Кунигунда († 1152), омъжена I. 1135 г. за граф Бертхолд II фон Андекс († 1151), II. за Улрих III фон Дегендорф и Пернег († ок. 1170), син на граф Конрад I фон Раабс, бургграф на Нюрнберг († ок. 1155)
- Матилда († 1160), омъжена за граф Бертолд II фон Боген († 1167)
- Бенедикта (?), омъжена за Вернхард фон Юлбах